# به وانگ فو، با تشکر برای همه‌چیز! جولی نیومر
به وانگ فو، با تشکر برای همه چیز! جولی نیومر (به انگلیسی: To Wong Foo, Thanks for Everything! Julie Newmar) فیلمی کمدی محصول سال ۱۹۹۵ به کارگردانی بیبان کیدرون است. در این فیلم وسلی اسنایپس، پاتریک سوویزی، استوکارد چنینگ، کریس پن، مایکل وارتان، نائومی کمبل، کندیس کین، رابین ویلیامز، بلایث دانر، آرلیس هاوارد، جیسون لندن، ملیندا دیلون، بت گرانت و آلیس درامند بازی کردند.

## خلاصه داستان
پس از شرکت در یک مسابقه زن‌پوش سه نفر از برندگان برای شرکت در مسابقه‌ای بزرگترعازم لوس آنجلس می‌شوند. آنها بلیط هواپیمای خود را با کادیلاک معاوضه میکنندو…